# Cuộc họp Bilderberg
Cuộc họp Bilderberg là một hội nghị thường niên được thành lập vào năm 1954 để thúc đẩy đối thoại giữa Châu Âu và Bắc Mỹ. Chương trình nghị sự của nhóm, ban đầu để ngăn chặn một cuộc chiến tranh thế giới khác, hiện được định nghĩa là củng cố sự đồng thuận xung quanh thị trường tự do chủ nghĩa tư bản phương Tây và lợi ích của nó trên toàn cầu. Những người tham gia bao gồm các nhà lãnh đạo chính trị, các chuyên gia từ ngành công nghiệp, tài chính, học viện và các phương tiện truyền thông, đánh số từ 120 đến 150. Người tham dự được quyền sử dụng thông tin thu được tại các cuộc họp, nhưng không quy kết nó cho một người nói được nêu tên. Điều này là để khuyến khích các cuộc tranh luận thẳng thắn, trong khi duy trì sự riêng tư - một điều khoản đã đưa ra các lý thuyết âm mưu từ cả cánh tả và cánh hữu
Các cuộc họp được Vương tế Bernhard của Hà Lan chủ trì cho đến năm 1976. Chủ tịch hiện tại của nhóm là Henri de Castries.